# محمد الصغير نقاش
محمد الصغير نقاش (1918-2010) وزير الصحة 1962، وزير للمجاهدين والشؤون الاجتماعية 1964-1965،

## نشاته ونضاله في الثورة الجزائرية
ولد محمد الصغير نقاش 26 أفريل 1918 بأولاد ميمون، بتلمسان زاول دراسته الطبية بمدينة تولوز باشر مهمته كطبيب بعد تخرجه سنة 1949 بوهران، انخرط في صفوف حزب الشعب الجزائري، ثم حركة انتصار الحريات الديمقراطية إلى غاية اندلاع ثورة التحرير الجزائرية التي التحق بها مبكرا، حيث كلف بالجهة الشرقية بمهمة تمويل الجبهة بالمعدات وكذا تجهيز مراكز العلاج، أصبح مديرا للشؤون الصحية في مركز قيادة الأركان بعد تأسيسها وبرتبة نقيب.

## بعد الاستقلال
بعد الاستقلال عُين محمد الصغير نقاش وزيراً للصحة في أول حكومة للجزائر المستقلة، وذلك في 27 سبتمبر 1962، لينتخب كنائب بوهران قبل تكليفه بالشؤون الاجتماعية سنة من بعد أي في 18 سبتمبر 1963. وهو من المقربين للرئيس أحمد بن بلة وأحد رجاله الأوفياء. كلف بإدارة وزارة المجاهدين والشؤون الاجتماعية والصحة في أول تعديل للحكومة شهر ديسمبر 1964، وهو من بين الوزراء القلائل الذين عارضوا وبشدة انقلاب 19 جوان 1965 وكلفه ذلك الموقف السجن إلى غاية 1968، ليوضع تحت الإقامة الجبرية بالجنوب الجزائري إلى سنة 1971. بعد الإفراج عن الرئيس بن بلة، راهن محمد الصغير نقاش على إمكانية عودة بن بلة إلى النشاط السياسي وكذا وصوله إلى السلطة، وبقي الرجل وفيا لرئيسه، إلى سنة 1982 أين ظهر الاختلاف في وجهات النظر بين الرجلين، بعدما قرر بن بلة الإستقرار بأوروبا. بعد السماح بالتعددية الحزبية وحصول الحركة من أجل الديموقراطية في الجزائر على الاعتماد في 1990 عاد محمد الصغير نقاش لنشاطه السياسي. لينسحب وبصفة نهائية من الحياة السياسية بعد إلغاء الانتخابات التشريعية في 12 يناير 1992.

## وفاته
توفي محمد الصغير نقاش يوم 29 مايو 2010 عن عمر يناهز 92 سنة بعيادة النقاش بإيسطو بوهران ودفن في اليوم الموالي بمقبرة عين البيضاء بوهران.